# Bourton-on-the-Hill
Bourton-on-the-Hill é uma paróquia e aldeia do distrito de Cotswold, no condado de Gloucestershire, na Inglaterra. De acordo com o Censo de 2011, tinha 391 habitantes. Tem uma área de 17,84km².